# Frank Buff
Frank P. Buff (* 13. Februar 1924 in München; † 1. Juli 2009 in Rochester, New York) war ein US-amerikanischer Chemiker (Physikalische Chemie, Theoretische Chemie). 
Buff kam 1937 nach San Francisco und absolvierte dort 1941 die High School. Danach studierte er Physik und Chemie an der University of California, Berkeley mit dem Bachelor-Abschluss 1944 mit Bestnoten. 1944 bis 1946 war er in der US Army im Nachrichtendienst. Danach setzte er sein Studium am Caltech fort (während er gleichzeitig als Chemiker bei Shell Development arbeitete) und wurde 1949 bei John G. Kirkwood promoviert. Ab 1950 war er an der University of Rochester, an der er Professor wurde und 1994 emeritiert wurde.
Buff entwickelte mit seinem Lehrer Kirkwood die Kirkwood-Buff-Theorie der Lösungen. und eine Theorie der Oberflächenspannung. Er befasste sich mit statistischer Mechanik von Flüssigkeiten, Lösungen und Grenzflächen, chemischer Kinetik, Lichtstreuung, kritischen Phänomenen, Kinetik der Keimbildung, Elektrochemie, Physik dünner Filme, Zwitterionen und Kapillarität.
Er war Fellow der American Physical Society und der American Association for the Advancement of Science. 1959/60 war er Gastprofessor an der Universität Utrecht.

## Schriften
- Theory of Capillarity, in: Siegfried Flügge Handbuch der Physik, Band 10, 1960